# I Want It All (cântec Queen)
"I Want It All" este o piesa a trupei britanice rock Queen, prezentată pe albumul de studio din 1989 The Miracle. Scris de chitaristul și vocalistul Brian May (dar creditate Queen) si produs de David Richards, a fost lansat ca primul single de pe album pe 2 mai 1989. "I Want It All" a ajuns pe locul 3 in UK Singles Chart și in Billboard Hot Mainstream Rock Tracks, #50 in Billboard Hot 100 și pe locul 1 în alte teritorii europene, inclusiv Spania, unde Los 40 Principales a redat piesa cu regularitate în luna iulie 1989.
Piesa a fost cântată pentru prima dată live pe 20 aprilie 1992, la trei ani după lansarea sa, în timpul Concertului Tribut Freddie Mercury, susținut de ceilalți trei membri ai trupei Queen, Roger Daltrey cântând vocal și Tony Iommi cântând la chitara ritmică. Mercury însuși nu a interpretat piesa live, fiindcă el murise în noiembrie 1991 de la SIDA la vârsta de 45 de ani, și ultimul său spectacol cu Queen a fost la sfârșitul Magic Tour, în 1986. Piesa este cântată în principal de Mercury, cu May cântând în cor și mijlocul melodiei.
Există cel puțin două versiuni ale acestui cântec. Unul mai lung este versiunea album, în timp ce cel mai scurt unul este folosit în videoclip și in Greatest Hits II. În comparație cu versiunea de pe album, versiunea video dispune de un alt început, omițând partea de chitara acustică/electrică și partea scurtă de chitară electrica-ritmică imediat următoare. Acesta începe cu trupa cântând a cappella, și apoi, după un acord puternic 1/8 + 2/4 A5, se ridică de la primul riff de chitară electrică de care urmează partea menționată anterior de chitară ritmică. Chitara solo este diferită: versiunea de album oferă un extra solo, făcut în același ritm ca restul cântecului, înainte de soloul principal mai rapid. Vocea lui Mercury după mijlocul melodiei este, de asemenea, ușor diferită și este poziționată pe "extra" soloul de pe versiunea de album, și pe principalul solo pe versiunea video.

## Fundal
Piesa, în conformitate cu John Deacon, a fost una dintre puținele care au fost deja scrise înainte ca trupa să intre în studio la începutul anului 1988 pentru ceea ce avea să devină albumul "The Miracle". Titlul provine dintr-o expresie de Anita Dobson, mai târziu a doua soție a lui Brian May: "Eu vreau totul și îl vreau acum!" ("I want it all and I want it now!"). "I Want It All" este notabil pentru temele referitoare la rebeliune și revolte sociale. Compozitorul May, cu toate acestea, susține că este vorba despre a avea ambiții și pentru a lupta pentru propriile obiective; din acest motiv, piesa a devenit un  cântec anti-apartheid în Africa de Sud și a fost, de asemenea, folosit ca o temă de protest pentru drepturile gay și un imn de mobilizare pentru tineretul afro-american.

## Stil și recepție
În revizuirea The Miracle pentru Allmusic, Greg Prato a sugerat că piesa, ca piesa de titlu "The Miracle", "reflectă privind [...] starea lumii la sfârșitul anilor '80," rezumând cântecul ca stil "heavy rock." Ziarul Newsday din Melville a menționat "I Want It All" ca fiind unul dintre "Cele mai bune" de pe album, descriind-o ca "colorate de chitara lui May și vocea de băieți-duri a lui Mercury." În revizuirea albumului, The Dallas Morning News a descris "I Want It All" în profunzime, explicând modul în care "începe cu un parte Bowiesque de chitară, preluând o încărcătură grea de oțel, ușor stabilită de titlu, apoi își ia zborul de-a lungul grifului uns al domnului May."
Piesa marchează prima și singura dată când se folosește o dublă lovitură de tobă într-o melodie Queen.

## Videoclipul
Videoclipul prezenta trupa cântând într-un studio care folosea iluminare cu halogen. Acesta a fost regizat de David Mallet și a fost filmat la Elstree Studios, Londra, în martie 1989. În comentariile audio de pe Greatest Video Hits 2, Brian May și Roger Taylor amintesc că sănătatea lui Mercury a fost deja destul de precară atunci când filmarea videoclipului a avut loc, și a fost remarcabil faptul că nu apare în film, cu Mercury cântând cu toată energia pe care el a avut-o. Videoclipul a marcat, de asemenea, prima apariție publică cu barbă a lui Mercury, după ce și-a ras mustața în 1987.

## Comentariile Queen despre înregistrare
| “           | 'I Want It All' ne restabilează vechea imagine într-un fel. Este frumos să revii cu ceva puternic. Uneori asta le aduce aminte oamenilor că suntem un grup live. Eu nu cred că suntem o trupa de single-uri. Doar înainte să lansăm single-ul începeam să ascult ce este la radio, și acel tip de lucruri ce deveneau un hit atunci nu aduceau nici-o asemănare la ce făceam. Oamenii îsi amintesc doar hiturile, dar cred că l-am făcut bine. | ” |
| — Brian May | |   |

| “           | Noi ne duceam în perioada în care decideam să împărțim creditul pentru toate melodiile, și John a zis că [cântecul] a fost un cântec foarte finisat când am mers în studio – aste e adevărat, a fost doar acest riff cu care am fost obsedat de luni de zile. Titlul actual a fost o frază preferată a Anitei, o fată foarte ambițioasă: 'Eu vreau totul, și îl vreau acum '... Noi nu am fost niciodată abili să-l cântăm live. Ar fi ajuns ceva al nucleului unui show Queen, sunt sigur, foarte particitiv. A fost făcut pentru audiență să cânte împreună, foarte imnic. | ” |
| — Brian May | |   |

| “           | Interesant, am scris însuși puțin în mijloc. Nu îmi pot aminti ce liniștit era, era un tip de chestie Pete Townshend de făcut, nu-i așa? Dar am făcut un frumos fel de duet în mijloc, puțină ceartă între mine și Freddie, și stiu că și lui i-a plăcut asta. | ” |
| — Brian May | |   |

## Personal
- Freddie Mercury - lead și voce de fundal, sintetizator
- Brian May - lead și voce de fundal, electrice și chitare acustice
- Roger Taylor - tobe, voce de fundal
- John Deacon - chitară bas

## Apariții în jocuri video

### Madden NFL 12
Un versiune rap mash-up cu "We Will Rock You" este inclus în Madden 12. Acesta dispune de rapul lui Armaggedon, un fost membru al Terror Squad. Acest versiune mash-up rap a piesei a fost, de asemenea, prezentată în filmul din 2011 Sucker Punch.

### SingStar
Versiunea originală a piesei a fost prezentată în jocul karaoke SingStar Queen.

### Seria Guitar Hero
Versiunea single a piesei a fost disponibil ca un track playabil în jocul video muzical Guitar Hero: Van Halen. Piesa a fost, de asemenea, prezentată în Guitar Hero Live.

### Platforma Rock Band
Melodia playabilă a fost inițial lansată pe 20 octombrie 2009, înainte de adăugarea instrumentelor reale. Piesa a fost apoi refăcută și a fost făcut disponibil pentru descărcare de pe 7 decembrie 2010 pentru utilizare în Rock Band 3 într-o versiune a modului PRO actualizat, care permite utilizarea a unei chitare/chitare bas reale, și a unui kit de tobe electronice MIDI/sintetizator în plus până la partea trei de armonie sau de voce de fundal.

## Clasamente și certificări
| Clasamentul (1989)    | Poziția maximă |
| --------------------- | -------------- |
| Australia             | 10             |
| Austria               | 11             |
| Belgia (Flanders)     | 10             |
| Canada                | 34             |
| Franta                | 47             |
| Germania              | 9              |
| Irlanda               | 3              |
| Italia                | 4              |
| Marea Britanie        | 3              |
| Olanda                | 2              |
| Noua Zeelandă         | 3              |
| Norvegia              | 4              |
| SUA Billboard Hot 100 | 50             |
| Suedia                | 14             |
| Elveția               | 8              |